# Đầu đài mảnh
Đầu đài mảng (danh pháp khoa học:Tylophora flexuosa) là một loài thực vật có hoa trong họ La bố ma. Loài này được R. Br. miêu tả khoa học đầu tiên năm 1810.